# Річмонд Лендон
Річмонд Вілкокс Лендон (англ. Richmond Wilcox Landon; нар. 20 листопада 1898 — пом. 13 червня 1971) — американський легкоатлет, який спеціалізувався в стрибках у висоту.

## Із життєпису
Олімпійський чемпіон зі стрибків у висоту (1920).
Срібний (1920) та бронзовий (1923, 1924) призер чемпіонатів США зі стрибків у висоту. Чемпіон США в приміщенні зі стрибків у висоту (1921).